# 바다술통과
바다술통과 또는 돌리올룸과(Doliolidae)는 탈리아강 환근목에 속하는 피낭동물과의 하나이다. 해안선에서 멀리 떨어진 바다의 표층에서 발견된다. 몸은 투명하며, 물병 모양의 형태를 띤다. 대개 작고 눈에 잘 띄지 않는다. 4개 속에 약 15종을 포함하고 있다.

## 하위 속
- 바다술통사촌속 (Dolioletta) Borgert, 1894
- Doliolina Garstang, 1933
- Dolioloides Garstang, 1933
- 바다술통속 또는 돌리올룸속 (Doliolum) Quoy & Gaimard, 1834